# Hans Jordan
Hans Jordan (27 de diciembre de 1892 - 20 de abril de 1975) fue un general alemán durante la II Guerra Mundial. Fue condecorado con la Cruz de Caballero de la Cruz de Hierro con Hojas de Roble y Espadas de la Alemania Nazi.

## Segunda Guerra Mundial
Jordan recibió el mando del 9.º Ejército el 20 de mayo de 1944. La ofensiva soviética conocida como Operación Bagration empezó el 22 de junio de 1944. En el sector norte la ofensiva soviética del 1.º Frente Bielorruso bajo el mando del Coronel General Konstantin Rokossovsky rompió las posiciones defensivas del 9.º Ejército al sur y norte de Babruysk. La ciudad fue rodeada el 27 de junio de 1944; Jordan fue relevado del mando el 26 de junio. 

## Condecoraciones
- Cruz de Hierro (1914) 2ª Clase (23 de septiembre de 1914) & 1ª Clase (15 de abril de 1916)[1]
- Cruz Alemana en Oro el 23 de diciembre de 1943 como General der Infanterie y comandante general del VI. Armeekorps[2]
- Cruz de Caballero de la Cruz de Hierro con Hojas de Roble y Espadas
  - Cruz de Caballero el 5 de junio de 1940 como Oberst y comandante del Infanterie-Regiment 49[3]
  - 59ª Hojas de Roble el 16 de enero de 1942 como Oberst y comandante del Infanterie-Regiment 49[3]
  - 64.as Espadas el 20 de abril de 1944 como General der Infanterie y comandante general del VI. Armeekorps[3]